# Cristiano Mancini
Pour les articles homonymes, voir Mancini.
Cristiano Mancini (né le 7 juillet 1974 à Pontedera,) est un coureur cycliste italien, actif dans les années 1990.

## Biographie
Chez les amateurs, Cristiano Mancini remporte notamment deux étapes du Baby Giro. Il évolue ensuite au niveau professionnel en 1999 au sein de l'équipe Riso Scotti-Vinavil. Durant cette saison, il se fait remarquer lors du Tour du Portugal en participant à une échappée au long cours sur la quatrième étape (Évora - Portalegre), en compagnie du Norvégien Kurt Asle Arvesen. Les deux coureurs sont repris à seulement trois kilomètres de l'arrivée.

## Palmarès
- 1994
  - 2e du Gran Premio La Torre
- 1996
  - 2e étape du Baby Giro
  - 3e du Grand Prix de la ville d'Empoli
- 1997
  - 4ea étape du Baby Giro
  - Firenze-San Patrignano
- 1998
  - Trofeo Sportivi di Briga
  - Medaglia d'Oro Ottavio Bottecchia